# Панвавилонізм
Панвавилонізм — теорія, що надавала виняткове значення месопотамській культурі, що виводить решту культури світу з Вавилонії і заперечує здатність інших народів до самостійного розвитку. Був популярним серед істориків наприкінці XIX — початку XX ст.. Виникнення панвавілонізму пов'язане з біблійною критикою і з протестантським богослов'я.
Прихильники стверджували, що Вавилон є вогнищем цивілізацій більшості народів світу, у тому числі народів не тільки Середземномор'я, а й Індії, Китаю, Центральної та Південної Америки.
Теорія була популярна у Німеччині. Її прихильниками були Петер Єнсен, Альфред Єреміас, Гуго Вінклер і Фрідріх Деліч.
Прихильники панвавілонізму спиралися на низку паралелей між ассиро-вавилонськими джерелами (наприклад, космогонічним міфом Енума еліш або картиною Всесвітнього потопу в епосі про Гільгамеш) і Біблією. Окремо підкреслювалися уявлення про зв'язок месопотамських астральних міфів з походженням релігій Старого та Нового Світу, а також ідеї про повсюдну дифузію вавилонської системи заходів та інших елементів вавилонської культури. Побудови панвавілонізму часто доповнювалися ненауковими ідеологічними елементами — спробами провести паралелі з пангерманізмом, антисемітськими та антихристиянськими упередженнями.
Провідні фахівці з історії Стародавнього Сходу – Едуард Меєр, Адольф Ерман, Джеймс Генрі Брестед, Борис Тураєв – виступали з критикою панвавилонізму. Вони показали, що навіть найближча географічно та активно контактувала з Вавилонією єгипетська цивілізація створила свої писемність та культуру самостійно.
Практично зник після смерті головного його прихильника - Гуго Вінклера. Твердження панвавилонізму були спростовані астрономічними та хронологічними аргументами німецького єзуїтського священика Франца Ксав'єра Куглера. Вивчивши відповідні клинописні тексти, дійшов висновку, що найвідоміші уявлення месопотамської астрономії мають дещо пізнє походження і було неможливо лягти основою астрономічних знань інших народів.